# Oliverio Carafa
Oliviero Carafa (Nápoles, 1430-Roma, 19 de enero de 1511) fue un cardenal y arzobispo católico italiano.

## Biografía
Pertenecía a la ilustre familia napolitana de los Carafa, a su vez descendientes de los Caracciolo. Importante y respetada, la dinastía de los Carafa, que en el siglo XVI alcanzarán la cumbre de su prestigio con la elección de Juan Petro, como papa, Paulo IV, había adquirido importancia en el trascurso del siglo XII gracias a Bartolomé arzobispo de Bari. 
Tercer hijo de los siete que tuvo Francesco, señor de Torre del Greco, Portici e Resina, Oliverio (Oliviero, en italiano) nació en el palacio de Torre del Greco.

## Episcopado
Fue primero canónigo y luego arzobispo de Nápoles (desde el 18 de noviembre de 1458 al 20 de septiembre de 1484) y presidente del Consejo Regio en 1465.
Nombrado Cardenal-presbítero con el título de San Marcelino y Pedro, por el papa Paulo II, en el consistorio del 18 de septiembre de 1467. 
En 1472 fue capitán de la armada pontificia en el ataque a la ciudad turca de Satalia (actual Antalya) durante la guerra turco-veneciana (1463-1479). 
En agosto de 1492 forma parte del cónclave que llevó al papado al cardenal Rodrigo Borja, Alejandro VI. 
Su carrera eclesiástica prosigue con el nombramiento de decano del Colegio cardenalicio (1479) y obispo de Albano. 
Entre 1485 y 1497 abad (cardenal encargado) de la abadía territorial de la Santísima Trinidad de Cava del Tirreno y obispo de la Ciudad de la Cava. 
En 1503 es nombrado obispo de Ostia y vicario de la diócesis de Roma. 
Fue administrador de las diócesis de Salamanca (1491-1492) y de Cádiz (1495-1511), de Cajazzo (1494-1507), Chieti (1499-1501, después cedida a su sobrino Juan Pedro), Terracina (1507-1510) y Tricarico en 1510.
Forma parte en los trabajos de la Comisión para la Reforma de la Iglesia (Consilium de emendanda Ecclesia). 
En 1497 encargó a Tommaso Malvito la Capilla del Succorpo de San Genaro para acoger las reliquias del Santo que estaba tratando de hacer volver a Nápoles desde el Santuario de Montevergine.
Considerado protector de los dominicos, en 1509, contando setenta y nueve años, compró el feudo de Ruvo di Puglia, después cedido a su hermano menor Ettore, que fue propiedad de los Carafa hasta 1806, cuando el rey francés Joaquín Murat abolió el feudalismo en el Reino de Nápoles.
Falleció en Roma el 19 de enero de 1511, a la edad de 81 años. Esta enterrado en la capilla familiar en la Basílica de Santa María sobre Minerva.

## Sucesión
| Predecesor: Rodrigo Borgia | Decano del Colegio Cardenalicio 1492 - 1511 | Sucesor: Rafael Sansoni Riario |